# Charles Cecil, Viscount Cranborne
Charles Cecil, Viscount Cranborne (getauft 15. Juli 1619; † Dezember 1660) war ein englischer Adliger und Politiker.

## Leben
Cecil war der zweite Sohn von William Cecil, 2. Earl of Salisbury, und Lady Catherine Howard, Tochter des Thomas Howard, 1. Earl of Suffolk. Da sein älterer Bruder James bereits 1616 als Säugling gestorben war, führte Charles als Heir apparent seines Vaters seit Geburt den Höflichkeitstitel Viscount Cranborne.
Am 1. Februar 1626 wurde er im Rahmen der Feierlichkeiten zur Krönung König Karls I. zum Knight of the Bath geschlagen. Er wurde am St John’s College der Universität Cambridge ausgebildet.
Im April 1640 wurde er als Burgess für Hertford ins House of Commons gewählt und nahm am Kurzen Parlament teil. Im November 1640 wurde er zum Langen Parlament wiedergewählt. Von 1640 bis 1642 war er Lord Lieutenant von Hertfordshire. Während des Englischen Bürgerkriegs war er auf Seiten der Parlamentarians Kommandeur des Freiwilligenregiments aus Hertfordshire und übernahm verschiedene öffentliche Verwaltungsaufgaben.
Er starb im Dezember 1660 im Alter von 41 Jahren.

## Ehe und Nachkommen
Am 2. April 1639 heiratete er Lady Diana Maxwell (um 1619–1675), zweite Tochter und Teilerbin des James Maxwell, 1. Earl of Dirletoun. Mit ihr hatte er einen Sohn und zwei Töchter:
- James Cecil, 3. Earl of Salisbury (1646–1683);
- Hon. Catherine Cecil († 1683) ⚭ William Hay, 4. Earl of Kinnoull;
- Hon. Frances Cecil († 1723) ⚭ Sir William Bowyer, 2. Baronet.

Da sein Vater ihn überlebte, erbte nicht er, sondern sein Sohn James 1668 dessen Adelstitel als 3. Earl of Salisbury.